# 久保陽香
久保 陽香（くぼ はるか、1987年1月13日 -）は、兵庫県神戸市出身の、日本の女優、タレントである。NY企画所属（2016年12月 -）。

## 出演

### テレビドラマ
- 最高の離婚（2013年、フジテレビ）- 第9話 美容師 役
- 星新一ミステリーSP「華やかな三つの願い」（2014年、フジテレビ）- メイド 役
- 水曜ミステリー9「検事・沢木正夫4 自首」（2016年9月14日、テレビ東京）- 岡林のぞみ 役
- 嫌われる勇気（2017年1月26日、フジテレビ）- 第3話 三島玲子 役
- きみはペット（2017年5月29日、フジテレビ）- 第13話
- 土曜プレミアム「ほんとにあった怖い話」 夏の特別編2017（2017年8月19日、フジテレビ）- 幽霊 役
- 絶景探偵 Season2（2017年10月15日、福島中央テレビ） - 第2話 大山静子 役
- 相棒season16 第4話「ケンちゃん」（2017年11月8日、監督:橋本一、テレビ朝日）-森山金融コンサルタント 事務員・中井小百合] 役
- 執事 西園寺の名推理（2018年4月27日、テレビ東京）- 第3話 市川愛子 役
- チート〜詐欺師の皆さん、ご注意ください〜（2019年10月31日、読売テレビ）- 第5話 永原薫 役

### 配信ドラマ
- 日本をゆっくり走ってみたよ～あの娘のために日本一周～（2017年11月17日 - 、Amazonプライム・ビデオ）- 第6話 リナ 役
- 短編ドラマ「青葉家のテーブル」（2018年4月27日 - 、北欧、暮らしの道具店） - めいこ 役[2]
- Canon8Kショートムービー「Stand By You」（2019年8月20日 - 、Canon） - 主演[3]
- ルーティンがつくる 自分らしいリズム「うんともすんとも日和 007」（2019年10月3日、北欧、暮らしの道具店）[4]
- LINE NEWS VISION「ソムニウム」（2021年、LINE） - 藤田あかり 役

### 映画
- ヒカップガール（2011年、監督:神楽坂停留）- 二階堂円香 役
- りばーす。（2012年、監督:小林勇太）- 美和子(変身後) 役
- もしもし、詐欺ですけど（2013年、監督:後藤庸介）- 久保優希 役
- 籠の中（2013年、監督:伊月肇）- 野口美貴役
- 片割れ（2014年、監督:中野裕一郎）- 深冬役
- INNOCENT15（2015年、監督:甲斐博和）- バレエの先生 役
- 私以外の人（2015年、監督:谷口雄一郎）- ヒロイン・西田美幸 役
- 見栄を張る（2016年、監督:藤村明世）- 主演・吉岡絵梨子 役[5]
- すれちがい（2016年、監督:溝口道勇）
- 宝池に寄り道を（2017年、監督:井上博貴）- ヒロイン・エツ子 役
- 奥田民生になりたいボーイ 出会う男すべて狂わせるガール（2017年9月16日、東宝）- 横澤 役
- たまゆら（2018年2月3日、監督:土田ひろかず）- 主演・高杉和代 役[6]
- 神さまの轍-CHECKPOINT OF THE LIFE-（2018年2月24日、監督:作道雄）
- 終末の獣たち（2018年8月11日、監督:佐々木優大）
- 検察側の罪人（2018年8月24日、東宝）
- 40万分の1（2019年2月8日、監督:井上博貴）- 大川美海 役
- 21世紀の女の子｢粘膜｣（2019年2月8日、監督:加藤綾佳）- 青葉 役
- くだまつの三姉妹（2019年、監督:長澤雅彦）- 松下冬子 役
- 青葉家のテーブル (2021年6月18日、監督:松本壮史）- めいこ 役

### CM
- プロアクティブボディーソープ（2012年）
- 花王ニュービーズNeo「ふんわり」篇（2012年）
- 花王フレグランスニュービーズ「ボリュームアップ体験」篇（2013年）
- KIRIN一番搾りツートン「ツートン生編」（2013年）
- KIRIN一番搾りフローズン「おうちでフローズン生」篇（2013年）
- 花王メリーズパンツ「ばいばいムレムレ君」篇（2013年）
- ファイナルファンタジーX/X-2 HDリマスター「この世界の別れ」篇（2013年）
- ロート製薬「肌ラボ極潤UVホワイトゲル」（2014年）
- 湖池屋スコーンWebCM「キザな小沢さん自宅編」メインキャスト（2015年）
- サントリーラドラー（2015年）
- JOYSOUND MAX「海辺にて篇」（2015年）
- 東京海上日動「空港の別れ篇」（2015年）
- KAGOME「勘違いウサギ 女子キレイを求めて野菜むしゃむしゃ」篇 （2015年）[7]
- 映画「劇場霊」劇場マナーCM（2015年）
- 山崎製パン デイリーヤマザキ
  - 「デイリーに行こう」篇（2016年）
  - 「店長のおすすめ」篇（2016年）
- コカ・コーラパークWebCM のむとき5「水分補給ラップ」（2016年）
- 花王ビオレスキンケア洗顔料「肌ざわりよくなる」篇（2016年）
- ドクターリセラ コンセプトムービー「幸せのおすそわけ」（2016年 - ）
- めちゃコミック
  - 「めちゃ犬 旅編 春バージョン」（2016年）
  - 「めちゃ犬 旅編 夏バージョン」（2016年）
- ACジャパン2016年度支援キャンペーン 日本骨髄バンク｢ヒーロー引退｣（2016年）
- IDÉE POOL「いろいろの服」 2016 autumn/winter collection（2016年）
- 野村不動産｢OHANA｣5周年記念ムービー（2016年）
- 中小企業基盤整備機構ショートドラマ ｢不都合な日常。｣（2016年） - 森田あかね 役
- 第一三共ヘルスケア第一三共胃腸薬プラス ｢飲み会｣篇（2016年）
- SHARPスマートフォンAQUOS 2016冬モデル「パワフルな一日」篇（2016年）
- 全薬工業アロパノール内服液「ストレスサイン(女性Ver)」(2016年)
- ドクターリセラコンセプトムービー「どんな人生にも輝きを」（2017年 - ）
- JCB Apple Pay「手がいっぱい」篇（2017年）
- SHARPスマートフォンAQUOS 2017年春モデル「カメラで増える思い出」篇（2017年）
- 第一三共胃腸薬「人生おいしく食べる」篇（2017年）
- ドクターリセラ 華咲くサプリ「華美幸年」（2017年）
- カルビーJagabee「じゃがビーッ!!」篇（2017年）
- 大塚製薬賢者の食卓
  - 「今日も頑張れる」篇（2017年）
  - 「いてくれて安心」篇（2017年）
  - 「賢者くんのお話」篇（2017年）
- 千趣会 ベルメゾン PREMIUM & PREMIUM「父がふらりとやって来た」篇（2017年）
- 第一三共ヘルスケア第一三共胃腸薬プラス ｢レディースサイズ｣篇（2017年）
- Amazon｢クリスマスギフト｣（2017年）
- 広島県呉市PR動画「呉IN－呉IN」（2018年）
- 日本弁護士連合会 法律相談ムービー「消えた年金」篇（2018年） - カコ 役
- スターバックス バレンタインデーeGift（2019年）
- Green「理想の求人」篇（2019年）
- ECCジュニア
  - 「アリエルのように」篇（2019年）
  - 「道しるべ」篇（2019年）
- YKK APクリエイターズワークス/CREATORS WORKS「ヒーローになりたい」（2020年）
- テレビ朝日 未来をここからプロジェクトムービー「楽しそうな人」篇（2021年）
- 静岡いちご「いちご時間」（2021年）
- 伊藤忠クレヴィア「HITO-TUBO」篇（2021年）
- アサヒスーパードライ「東京2020 その輝きをたたえよう」篇（2021年）
- JR東海  そうだ 京都、行こう。｢ひかりの京都｣篇（2021年）
- クラシル
  - ｢豚の角煮｣篇（2021年）
  - ｢じゃがいもとチーズ肉巻き｣篇（2021年）
  - ｢ヤンニョムチキン｣篇（2021年）
  - ｢豚バラ肉のスタミナ炒め｣篇（2021年）

### TV
- B-topsでお買い物（2009年 - 2010年、読売テレビ） - レギュラー
- まいどわいど わが街ねっとわーく（2009年 - 2010年、J:COM）- レギュラー
- テクネ映像の教室「ロトスコープ」（2013年5月30日、NHK）
- 全力坂インフォマーシャル「エン・ジャパン」篇（2017年1月24日、テレビ朝日）
- はるさんぽ。（2017年4月13日 - TSK、BBT、KSS） - 旅人
- 丸の内小町（2017年11月12日、テレビ朝日）
- ドクターリセラ インフォマーシャル番組「どんな人生にも輝きを」（2018年1月10日、テレビ愛知ほか）
- 偉人たちの健康診断「大奥 不健康物語」（2018年4月25日、NHKBS） - 叔母 役
- 全力坂インフォマーシャル（2018年7月30日、テレビ朝日）
- 福バカドラマPJ「ご参考までに。3」（2018年10月15日、日本テレビ）

### MV
- RYOEI「恋をした」ヒロイン（2015年）
- Overce「あの日見た白い花」
- 空想委員会「僕が雪を嫌うわけ/私が雪を待つ理由」 ヒロイン（2015年）
- 空想委員会「ダウトの行進」Special Video(2016年)
- From East「SEE YOU」（2017年）
- 一握の砂「ハシレ」（2017年）
- JYOCHO「碧い家」（2017年）
- グッドモーニングアメリカ「YEAH!!!!」（2018年）[8]

### 舞台
- スクランブルエッグ（2010年、BLACK CHAMBER）- 1098 役
- 星の聞こえる丘(仮) （2010年、LOXODONTA BLACK）- 秦 役
- ピイチクパアチク（2011年、一心寺シアター倶楽）- 杉田 ひばり 役（主演）
- スノードームライフ（2011年、かもめ座）- アユ　役
- The Joker（2012年、道頓堀ZAZA）- 美貴 役（ヒロイン）
- エンドロール（2012年、中野ザ・ポケット） - 茉莉 役
- 桜の餌 ～缶詰篇～（2015年、新宿眼科画廊） - シイナ 役（ヒロイン）
- 川辺市子のために（2015年、サンモールスタジオ） - 吉田キキ 役
- 川辺市子のために・再演（2016年、サンモールスタジオ） - 吉田キキ 役

### モデル
- 永瀬正敏写真集「Between Time Change」（2013年4月発売）モデルとして参加
- Nikon 1 J5 カタログ メインキャスト
- IDÉE POOL「いろいろの服」 
  - 2016 autumn/winter collection
  - 2017～2018 autumnwinter collection
  - 2018 Spring Summer
  - 2018 autumnwinter
- ドクターリセラ リセラ・ボーテ10月号 表紙（2017年）
- ドクターリセラ リセラ・ボーテ11月号 表紙（2017年）

### ラジオ
- NHK FMシアター「ティティヴィルスの見えない蜂」（2016年4月9日、NHK-FM放送）

### その他
- 監督・脚本(ヒサヤスハルカ名義)
  - 黒木渚 - 標本箱 - 短編映画「窓」(2014年)
- 欅坂464th single「不協和音」TypeC渡邉理佐個人PV「あの日の忘れ物」（2017年）

### 受賞歴
- 大阪・近畿きものの女王コンテスト（2008年）- グランプリ
- DHCシンデレラアワード（2009年）- ファイナリスト